# 地蔵院 (徳島市)
地蔵院（じぞういん）は、徳島県徳島市名東町に位置する寺院で眉山山麓にある真言宗大覚寺派別格本山の寺院。新四国曼荼羅霊場の第75番札所。阿波六地蔵霊場2番札所。山号は如意山。本尊は延命地蔵。別名は聖幢寺。眉山には遍路道の峠である地蔵越がある。
ご詠歌：もろびとの　願いをかなう　地蔵尊　みどりの山の　ふところにして

## 歴史
平安時代初期の弘仁年間（810年 - 824年）に空海（弘法大師）が四国巡錫の折に女人の出産の安産を願い、地蔵菩薩を安置したことが始まりといわれている。
江戸時代には徳島藩の庇護を受け、藩主蜂須賀家の安産祈願所となった。現在も安産祈願の参拝者が見られる。
- 享保8年（1723年） 伽藍が完成。
- 明治5年（1872年） 聖幢寺が廃寺となる。後に地蔵院と改める。

## 地蔵院池
寺の放生池で地蔵院池と名づけられている。江戸時代には藩主の船遊び場となっていた。その屋形船の鷁首（げきしゅ）が現在も寺院にあり、寺宝の一つとなっている。バス釣りの名所としても知られており、休日には釣り人で賑わっている。池の周囲には桜がたくさん植えられており、春には花見をする人で賑わう。

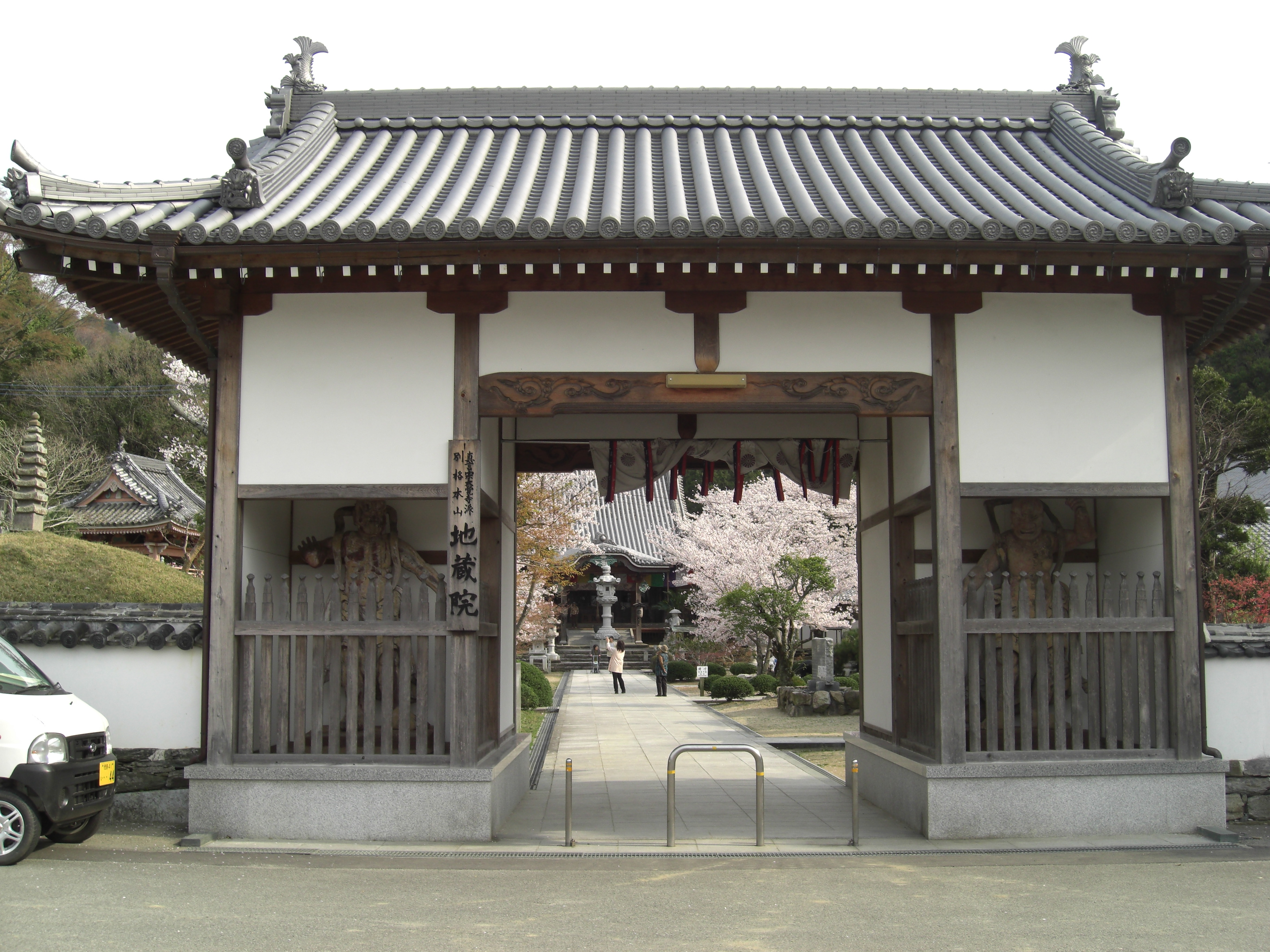
山門
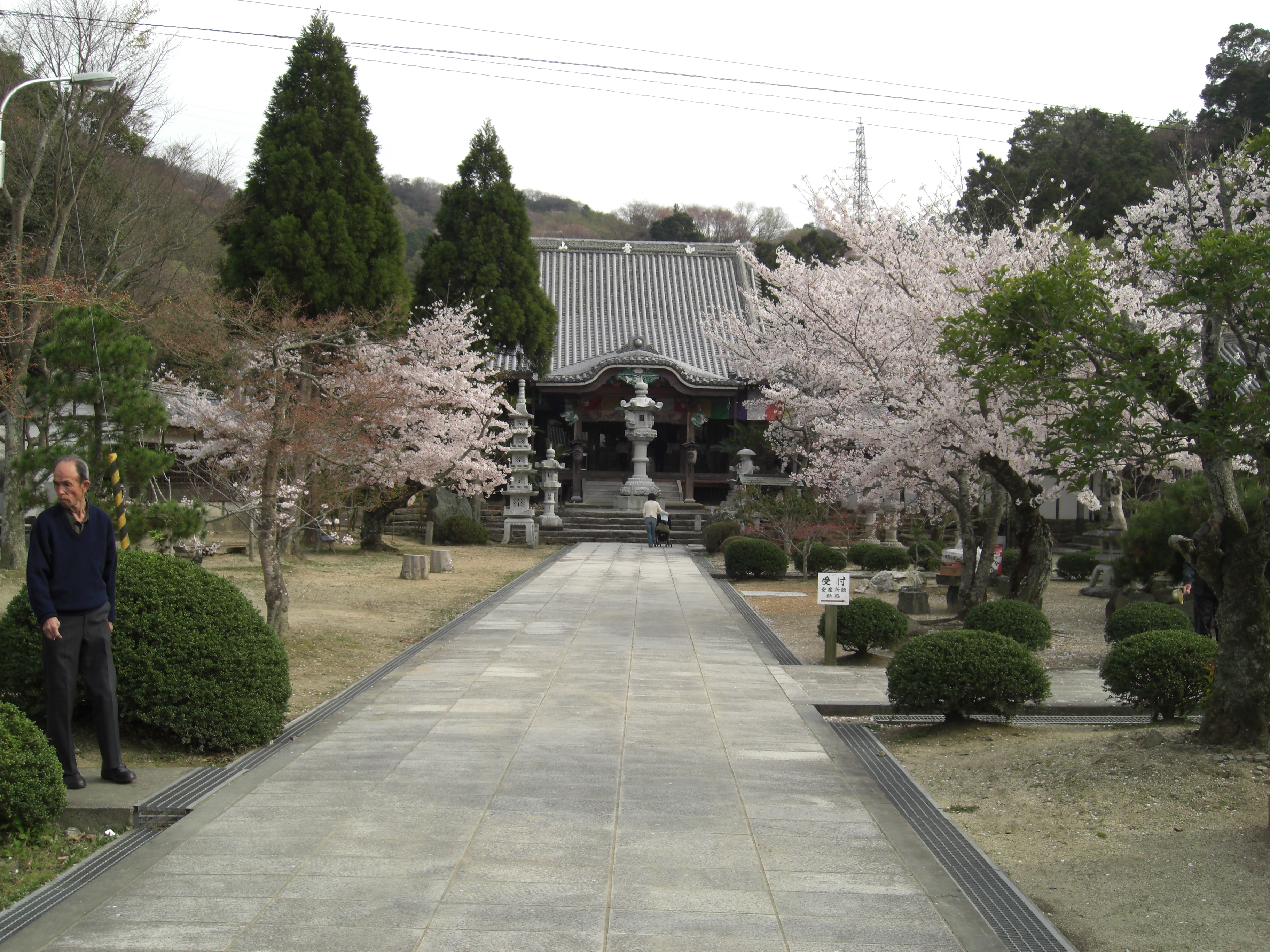
地蔵院内の庭園
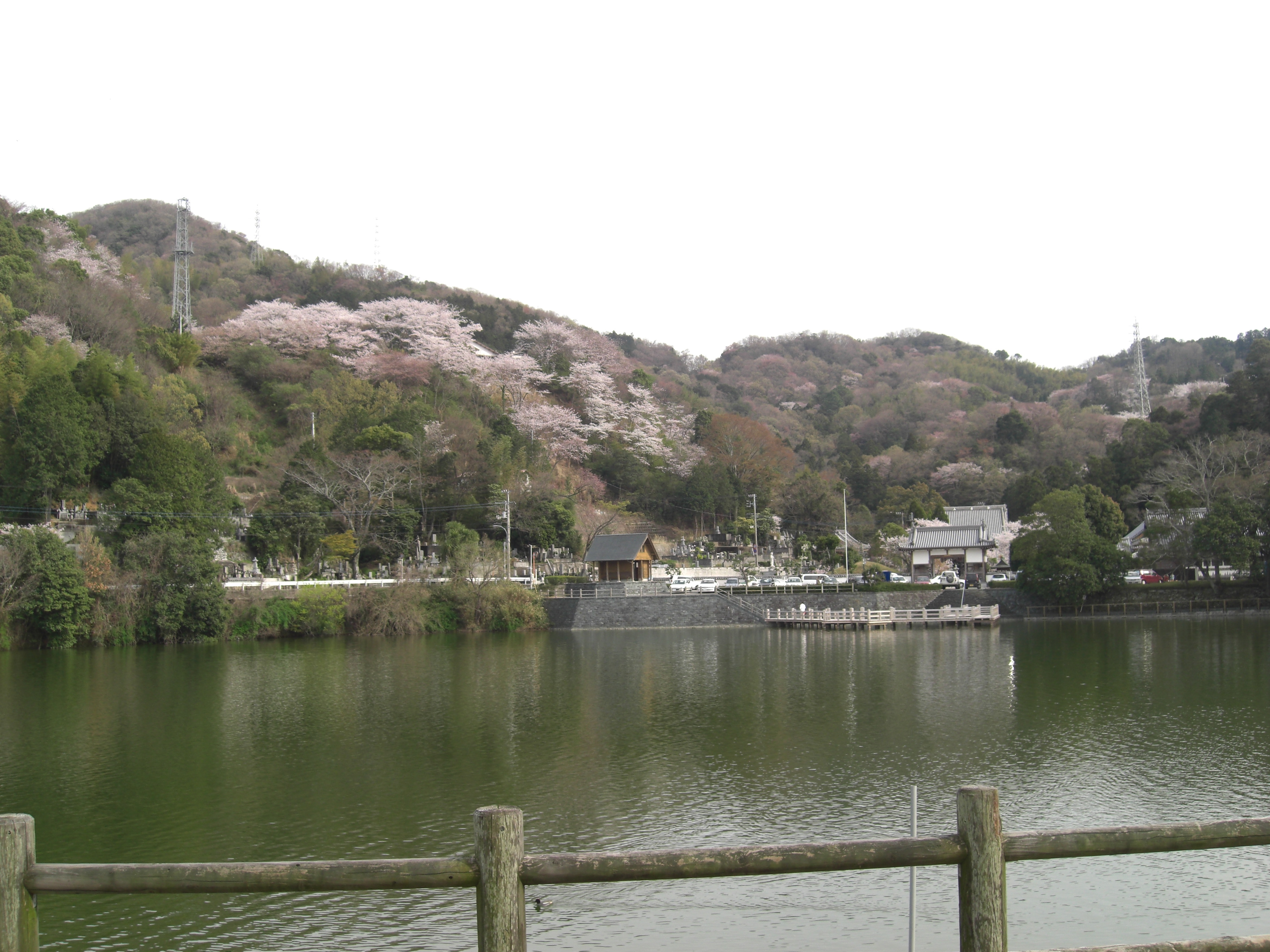
地蔵院池

## 穴不動古墳
境内にある直径約20mの円墳で7世紀中頃、古墳時代末期から飛鳥時代にかけて造営されたと推定される、阿波国の豪族の墓である。
横穴式石室があり、南西方向に向かって開口している。石室の規模は全長9.3m、羨道は長さ4.3m・幅2m・高さ1.8m、玄室は長さ4.3m・幅2.2m・高さ2mで青石と呼ばれる結晶片岩で築かれている。眉山北西の谷間に位置し、尾根の斜面を削って造成された。2002年（平成14年）2月25日指定。

## 前後の札所
新四国曼荼羅霊場
74番 宝蔵寺 ---- 75番 地蔵院 ---- 76番 観音院
阿波六地蔵霊場
01番 地福寺 ---- 02番 地蔵院 ---- 03番 東照寺